# Hippopsis pradieri
Hippopsis pradieri là một loài bọ cánh cứng trong họ Cerambycidae.